# Cheriton, Virginia
Cheriton är en ort i Northampton County, Virginia, USA.